# Janine Nakao
Janine Nakao (14 de marzo de 1987) es una deportista estadounidense que compitió en judo. Ganó una medalla de plata en el Campeonato Panamericano de Judo de 2010 en la categoría de –63 kg.

## Palmarés internacional
| Campeonato Panamericano | Campeonato Panamericano    | Campeonato Panamericano | Campeonato Panamericano |
| Año                     | Lugar                      | Medalla                 | Categoría               |
| ----------------------- | -------------------------- | ----------------------- | ----------------------- |
| 2010                    | San Salvador (El Salvador) | Medalla de plata        | –63 kg                  |